# Emílio Aquiles Monteverde

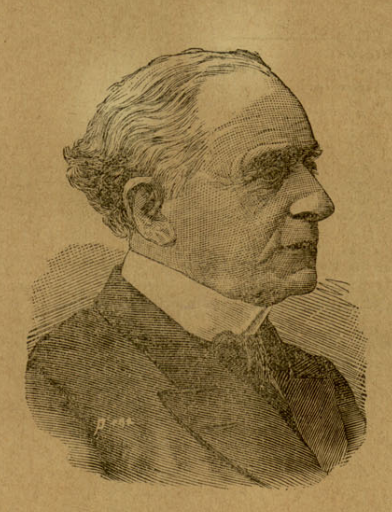
Aquiles Monteverde, em gravura publicada em 1881

Emílio Aquiles Monteverde (Lisboa, 9 de Junho de1801, freguesia de Santa Catarina, Lisboa — Lisboa, 17 de Janeiro de 1881). Diplomata, escritor e pedagogo; fidalgo cavaleiro da Casa Real, conselheiro da Rainha D. Maria II, de D. Pedro V e D. Luís I; major graduado do batalhão dos empregados públicos de Lisboa.  

## Biografia
Emílio Aquiles Monteverde nasceu em Lisboa, em 9 de Junho de 1801, freguesia de Santa Catarina. Iniciou os seus estudos em Lisboa, tendo concluído a sua educação literária em Bordéus.  Em 21 de Abril de 1821, com apenas 17 anos, foi nomeado adido à Legação portuguesa de Madrid, onde serviu perto de dois anos.  Cerca de um ano depois, foi integrado no quadro da Secretaria dos Negócios Estrangeiros (Alvará de 19 de Junho de 1822). Foi nomeado, em 30 de Agosto de 1852, secretário-geral dessa Secretaria de Estado acumulando essas funções com as de director da sua direcção política (decreto de 21 de Dezembro de 1869). 
Escolhido para várias e complexas missões diplomáticas, integrou diversas comissões, destacando-se a que, em 1846, por incumbência do ministro dos negócios estrangeiros Conde de Castro visava a liquidação da quantia que  Espanha devia a Portugal pelas despesas da guerra sustentada pelo nosso governo com a divisão auxiliar que combatera em Espanha, ao lado do exército liberal daquele país, na guerra contra os carlistas (Convenção entre Espanha e Portugal, de 24.09.1835). Do sucesso desta comissão resultou a entrada nos cofres do tesouro nacional de uma significativa quantia superior a mil e dois contos de réis (mais de dois milhões de cruzados). Como recompensa destes altos serviços, foi-lhe concedido pela Rainha Dona Maria II, o título de seu conselheiro, participando, mais tarde, com igual estatuto nos Conselhos de D. Pedro V e de D. Luís I (decreto de 18 de Fevereiro de 1850).  
Combateu nos acontecimentos de 1836 (Belenzada) e de 1847 (Patuleia), pelas forças leais à Rainha D. Maria II, tendo sido condecorado por distinção com a ordem da Torre e Espada. 
Dedicou grande parte da sua vida à instrução e educação da mocidade, especialmente aos jovens que frequentavam as escolas primárias. Foram várias as obras que escreveu, merecendo especial destaque, pela ampla divulgação e relevo, em Portugal e estrangeiro, o seu Manual Enciclopédico; Colecção de frases e diálogos úteis aos portugueses, franceses e ingleses, ou exercícios para a conversação, com sucessivas edições, desde 1829 até 1952. A importância desta obra mereceu, em 1866, o seguinte comentário do delegado da cidade de Paris para a inspecção das escolas primárias, Nathalis Bondot, em carta dirigida a Emílio Monteverde: «A sua obra que eu mostrei a muitos dos meus colegas, pareceu a todos felizmente concebida e dever servir de modelo para um livro destinado às mesmas escolas em França».  Também Alexandre Herculano lhe escreveu dizendo: «Incitamo-lo também a prosseguir em obras desta espécie, as quais não somente lhe serão profícuas, mas, além disso, gloriosas». . O Manual Enciclopédico e o Método Facílimo de Leitura, outra das suas obras, foram por muitas décadas do século XIX os livros elementares das escolas primárias em Portugal, numa conturbada época com uma elevadíssima taxa de analfabetismo e um enorme atraso no campo da educação.  
Morreu, em Lisboa, a 17 de Janeiro de 1881. 

## Honras e Condecorações
- Recusou, por diversas vezes, a oferta de um título nobiliárquico, apesar de várias instâncias, em períodos distintos, de personalidades como o Ministro do Reino Rodrigo da Fonseca Magalhães, do Ministro dos Negócios Estrangeiros Visconde de Athouguia, ou o Marquês de Sá da Bandeira. [13]
- Membro dos Conselhos da Rainha Dona Maria II, de D. Pero V e de D. Luís I. [14][15]
- Foi agraciado com as seguintes condecorações: [14][15]
- Comendador da Ordem de Cristo.
- Comendador da Ordem de Nossa Senhora da Conceição de Vila Viçosa.
- Cavaleiro da antiga e mui nobre Ordem da Torre e Espada, do Valor, Lealdade e Mérito.
- Grã-Cruz da Ordem de Santo Estanislau, da Rússia.
- Grã-Cruz da Real Ordem de Isabel a Católica, de Espanha.
- Comendador da Ordem da Legião de Honra, de França.
- Comendador da Real Ordem Guelfica, de Hanover.
- Comendador da Ordem do Dannebrog, da Dinamarca
- Comendador da Ordem de Francisco José, da Áustria.
- Comendador da Ordem da Águia Vermelha, da Prússia.
- Comendador da Ordem de Leopoldo, da Bélgica.
- Comendador da Ordem da Rosa, do Brasil.

## Notícias publicadas por ocasião da sua morte
A revista ilustrada O Ocidente, no dia 1 de Fevereiro de 1881, a escassos dias da sua morte, publicou um extenso artigo biográfico, assinado pelo Visconde de Benalcanfor, ilustrado com um retrato do Conselheiro Emílio Aquiles Monteverde .

## Família
O Conselheiro Emílio Aquiles Monteverde, era filho de Francisco Nicolau Monteverde, natural de Génova, e de sua mulher, D. Felizarda Joaquina dos Reis. Casou, a 22 de Junho de 1825, com D. Carlota Maria Brandão e Sousa, irmã de Jerónimo de Almeida Brandão e Sousa (1º Barão da Folgosa); filha de Francisco d’Almeida Brandão e Sousa, Monteiro-Mór de Mortágua, e de sua mulher D. Maria Teresa Brandão. Do seu casamento, nasceram quatro filhos: D. Emília Carlota; Carlos Emílio; Alfredo Emílio Monteverde que casou com D. Carlota Emília Abecasis; e Emílio Aquiles Monteverde. 

## Toponímia
O seu nome foi dado a uma das ruas de Lisboa – “Rua Aquiles Monteverde” -, junto ao viaduto sob a rua Pascoal de Melo, que dá acesso ao Bairro da Estefânia, em Lisboa. 